# Alyssum thymops
Alyssum thymops är en korsblommig växtart som först beskrevs av Hub.-mor. och Reese, och fick sitt nu gällande namn av Theodore `Ted' Robert Dudley. Alyssum thymops ingår i släktet stenörter, och familjen korsblommiga växter. Inga underarter finns listade i Catalogue of Life.